# Усть-Катавський вагонобудівний завод
АТ «УКВЗ» — містоутворююче підприємство оборонного значення, вагонобудівний завод у місті Усть-Катав Челябінської області. З 1947 року і до кінця XX століття (до серії КТМ-8) трамваї заводу вироблялися під маркою КТМ (трамвай), яка часто використовується і при неофіційному позначенні наступних моделей, що мають найменування за галузевою нормалі (напр., трамвай 71-619 також відомий як КТМ-19 і т.д.). Належить держкорпорації «Роскосмос» та АТ «ОРКК».

## Металургійний завод
Попередником сучасного підприємства вважається залізоробний завод, довкола якого виник Усть-Катав. Він був заснований в 1758 році як спільне підприємство Б. Твердишева та І. С. Мясникова. У XIX столітті належав нащадкам останнього — князям Білосільським Білозерським (зокрема, Білосільський-Білозерський, Еспер Олександрович Есперу) і Білосільський-Білозерський, Костянтин Есперович Костянтину).

## Історія

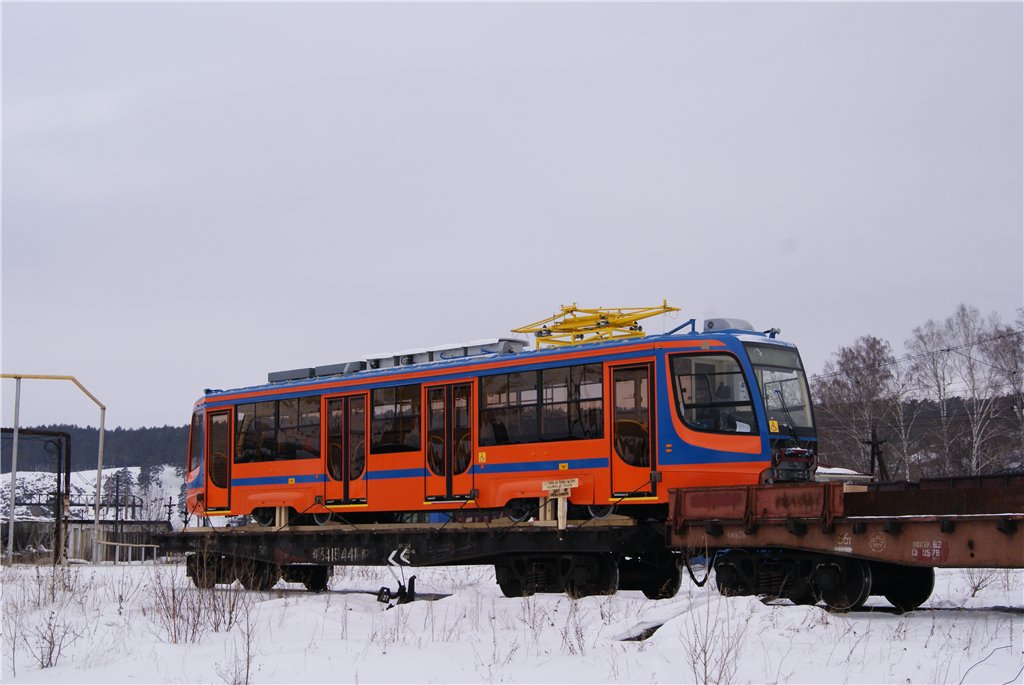
Трамвай 71-623 в Усть-Катаві, підготовлений для відправки до Пермі

Завод будує трамваї з 1901 року. Перший трамвай відкритого типу був виготовлений для міста Тбілісі Тифліса. У 1960 році на підприємстві створено спеціальне конструкторське бюро з проєктування трамвайного рухомого складу, яке розробило близько 20 моделей трамвайних вагонів. Завод встановив світовий рекорд за кількістю вироблених вагонів однієї моделі (14 991 вагон моделі КТМ-5М (71-605)).
Зараз завод випускає низькопідлогові трамвайні вагони різних модифікацій моделей 71-623 та 71-631. У 2006 році був випущений перший частково низькопідлоговий зчленований трамвайний вагон 71-630 (поступив на випробування в Москву). У 2009 році випущено два частково низькопідлогові односторонні односекційні вагони 71-623, які надійшли на випробування в Уфимський трамвай Уфу і Нижньогородський трамвай Нижній Новгород. У 2010 році трамваї цієї моделі надійшли в Москву, Перм, Нижньокамськ і Краснодар. Завод випускає також запасні частини до трамвайної техніки, що випускається, і виробляє сервісне технічне обслуговування трамваїв.
Крім трамваїв, завод виготовляє газорегулювальне обладнання, трубопровідну арматуру, насос, товари народного споживання.
Відповідно до Указу президента Російської Федерації від 11 червня 2011 р. № 772 і розпорядженням уряду Російської Федерації від 7 липня 2011 р. № 1159-р, Федеральне державне унітарне підприємство «Усть-Катавський вагонобудівний завод ім. С. М. Кірова» перетворено на філію ФГУП «Державний космічний науково-виробничий центр імені М. В. Хруничева».

## Вироблені трамвайні вагони
| Найменування            | Роки випуску | Кількість            | Фото                   | Тип |
| ----------------------- | ------------ | -------------------- | ---------------------- | --- |
| MAN TRAM                | 1901–1909    | ?                    | Трамвай УКВЗ 1901 року | Відкритий (без бортів), із жорсткими дерев'яними сидіннями та зовнішніми підніжками для проходу кондуктора «по салону».                                                                                                |
| Х/М                     | 1937–1941    | понад 2000[уточнити] |                        | Мотор+причіп |
| КТМ-1/КТП-1             | 1947–1961    | Понад 2200           |                        | Мотор+причіп |
| КТМ-2/КТП-2             | 1961–1969    | Понад 3400           |                        | Мотор+причіп |
| КТМ-3/КТП-3             | 1962         | 1                    |                        | Мотор+причіп, досвідчений |
| КТМ-4С                  | 1964         | 0                    |                        | Нездійснений проект зчленованого вагона |
| КТМ-5, всі модифікації  | 1963–1992    | 14991                |                        | З них: |
| КТМ-5                   | 1963         | 2                    |                        | Прототип із круглим кузовом |
| КТМ-5М                  | 1969–1971    | 620                  |                        | Пластиковий кузов |
| КТМ-5С                  | 1965         | 0                    |                        | Нездійснений проект зчленованого вагона |
| 71-605                  | 1971–1992    | 12943                |                        | Металевий кузов. Найчисленніша серія трамвайних вагонів у світі. |
| 71-605А                 | 1989–1992    | 1426                 |                        | Модернізована модифікація 71-605 з електронним статичним перетворювачем, люмінесцентним освітленням салону та вдосконаленим зчіпним приладом.                                                                          |
| 71-606                  | 1976         | 2                    |                        | Дослідний високопідлоговий чотиривісний вагон |
| 71-607                  | 1980         | 0                    |                        | Нездійснений проект вагона для швидкісних ліній |
| КТМ-8, всі модифікації  | 1988–2007    | 1536                 |                        | З них: |
| 71-608                  | 1988         | 2                    |                        | Дослідні вагони з ТИСУ, експлуатувалися до 2007 року |
| 71-608К                 | 1991-1994    | 901                  |                        | Реостатно-контакторний привід |
| 71-608КМ                | 1994-2007    | 599                  |                        | Зменшеного розміру старих московських депо з кривими малого радіусу. |
| 71-610                  | ?            | 0                    |                        | Проект вагона 71-608 з удосконаленими візками та модернізованою реостатно-контакторною системою управління |
| 71-611, 71-611П         | 1992, 1995   | 13                   |                        | Вагони з дверима з обох бортів для швидкісного трамвая, зокрема моторні вагони без кабіни управління |
| 71-614                  | 1995         | 0                    |                        | Проект причіпного вагона з урахуванням 71-608 |
| 71-615                  | 1995-1997    | 11                   |                        | Вагони для П'ятигорська з візками 1000 мм |
| 71-617                  | 1995-1999    | 12                   |                        | Стажерський вагон з урахуванням 71-608 |
| 71-618                  | 1997         | 0                    |                        | Проект завуженого вагона (вагон для європейської колії 1435 мм)71-608 для Калінінграда |
| 71-609                  | 1994         | 1                    |                        | Вагон 71-605 з ТИСУ "Динамо". Випробовувався в Тверській трамвай Твері |
| 71-612                  | 1988         | 0                    |                        | |
| 71-613                  | ?            | ?                    |                        | |
| 71-619, все модифікації | 1996-2012    | 833                  |                        | З них: |
| 71-616                  | 1996         | 2                    |                        | Дослідні вагони з ТИСУ, 2 у Москві. Один знаходиться на Навчально-Курсовому Комбінаті, другий кузов використаний для навчального вагона 0205.                                                                          |
| 71-619                  | 1998-1999    | 2                    |                        | Вагон із комплектом ТИСУ МРК-1 виробництва фірми «Кросна» |
| 71-619К                 | 1999-2010    | 192                  |                        | |
| 71-619К-01              | 1999         | 1                    |                        | Дослідний вагон із візками двоступінчастого підвішування типу «Меги» із встановленим електронним табло «BUSE» та дерев'яними підвіконнями. Єдиний випущений екземпляр експлуатується в Казані Казані                   |
| 71-619КС                | 2002, 2003   | 2                    |                        | Стажерський вагон для Москвы |
| 71-619КУ                |              | 17                   |                        | Звужений вагон (вагон для європейської колії 1435 мм) для Ростова-на-Дону |
| 71-619КТ                |              | 413                  |                        | Вагон із контакторно-транзисторною системою управління виробництва фірми «Канопус» |
| 71-619КТ-01             |              | 3                    |                        | Модифікація постачалася візками із двоступінчастим підресорюванням типу «Меги» |
| 71-619КТ-02             |              | 2                    |                        | Звужений вагон (вагон для європейської колії 1435 мм) міста Ростов-на-Дону |
| 71-619А                 |              | 124                  |                        | Обладнаний асинхронним тяговим приводом. |
| 71-619А-01              |              | 74                   |                        | На відміну 71-619А комплектувався візками 608АМ.09.00.000, кілька вагонів було обладнано тяговими двигунами АТМ225М4У2                                                                                                 |
| 71-620                  | 2000         | 0                    |                        | Нездійснений проект шестиосного зчленованого вагона з урахуванням 71-619 |
| 71-621                  | 2000         | 1                    |                        | Укорочений варіант 71-619К для Москви |
| 71-622                  | 2004         | 0                    |                        | Нездійснений проект частково низькопідлогового вагона з урахуванням 71-619 |
| 71-623, всі модифікації | 2009-н.в     | 553                  |                        | З них: |
| 71-623-00               | 2009-2011    | 56                   |                        | Односекційний чотиривісний частково низькопідлоговий односторонній вагон. |
| 71-623-01               | 2009-2011    | 23                   |                        | Односекційний чотиривісний частково низькопідлоговий односторонній вагон. Відрізняється від 71-623.00 широкими 1-ми та 4-ми дверима.                                                                                   |
| 71-623-02               | 2011-2020    | 247                  |                        | Односекційний чотиривісний частково низькопідлоговий односторонній вагон. Відрізняється від 71-623.01 вузькими 1-ми та 4-ми дверима.                                                                                   |
| 71-623-03               | 2015–2018    | 36                   |                        | Односекційний чотиривісний частково низькопідлоговий двосторонній вагон. Раніше мала назву 71-624. |
| 71-623-04               | 2019-н.в.    | 190                  |                        | |
| 71-628, всі модифікації | 2021-н.в     | 81                   |                        | З них: |
| 71-628                  | 2021-н.в.    | 41                   |                        | Односекційний чотиривісний низькопідлоговий односторонній вагон. |
| 71-628М                 | 2021-н.в.    | 10                   |                        | Модернізована версія 71-628 |
| 71-628-01               | 2022-н.в.    | 30                   |                        | Модифікований 71-628 низькопідлоговий односторонній вагон. |
| 71-630                  | 2006         | 1                    |                        | Зчленований трисекційний частково низькопідлоговий двосторонній вагон (з двома кабінами). |
| 71-631, всі модифікації | 2011-2019    | 61                   |                        | З них: |
| 71-631-01               | 2011         | 1                    |                        | Зчленований трисекційний частково низькопідлоговий односторонній вагон (з однією кабіною). |
| 71-631-02               | 2012-2017    | 31                   |                        | Зчленований трисекційний частково низькопідлоговий двосторонній вагон (з двома кабінами). |
| 71-631                  | 2013-2017    | 25                   |                        | Зчленований трисекційний частково низькопідлоговий односторонній вагон (з однією кабіною). |
| 71-631-03               | 2019         | 4                    |                        | Рестайлінгова версія 71-631 для Краснодара. |
| 71-625                  | 2013         | -                    |                        | Односекційний чотириосний повністю низькопідлоговий односторонній вагон. У силу комерційного конфлікту його проектна документація послужила початком модельного ряду «ПК транспортні системи».                         |
| 71-633                  | 2015, 2019   | 2                    |                        | Експериментальний трисекційний повністю низькопідлоговий трамвайний вагон. |
| 71-142/71-142.1         | 2020         | 2                    |                        | Двосекційний чотиривісний трамвайний вагон зі 100% рівнем низької підлоги. Розробка ТОВ «ПТМЗ» (орендар частини офісів ОЕВРЗ та Невського заводу електротранспорту ПК ТЗ), УКВЗ здійснює технічну підтримку складання. |

## Сучасні трамвайні вагони
| Найменування            | Роки випуску | Кількість | Фото | Примітки                                                    |
| ----------------------- | ------------ | --------- | ---- | ----------------------------------------------------------- |
| 71-628, всі модифікації | 2021-н.      | 105       |      | З них:                                                      |
| 71-628                  | 2021-н.в.    | 41        |      | Перший повністю низькопідлоговий вагон, випущений заводом   |
| 71-628М                 | 2021-2022    | 10        |      |                                                             |
| 71-628-01               | 2022-н.в.    | 54        |      |                                                             |
| 71-623                  | 2009-н.в.    | >500      |      | Односекційний чотиривісний частково низькопідлоговий вагон. |

На сайті заводу в розділі продукція також вказаний вагон 71-631. Проте востаннє вагони такої моделі виготовлялися у 2019 році.
Вагон цієї моделі, як і вагон 71-623 належать до старшого покоління вагонів, в яких немає 100% низької статі, через що можна припустити, що скоро ці вагони перестануть виробляти.

## Перспективні розробки
Завод розробляє вагон 71-665. Планується, що це буде п'ятисекційний шестивісний трамвайний вагон зі 100% низьким рівнем підлоги.
Вагон передбачається використовувати для доставки людей до космодрому Східний.